# Río Saginaw
El río Saginaw (en inglés: Saginaw River) es un corto río de tan solo 36,0 km de los Estados Unidos, que discurre íntegramente por el estado de Míchigan. Se forma  por la confluencia de los ríos Tittabawassee (116 km) y Shiawassee (180 km), al suroeste de la ciudad homónima de Saginaw. Fluye hacia el norte hasta desaguar en la bahía de Saginaw del lago Hurón, tras haber pasado por Bay City, que se desarrolló a su alrededor en el siglo XIX. El área de la cuenca es de 22 260,94 km².
El río es una importante ruta del comercio fluvial para el Mid-Michigan,  pasando por las ciudades de Saginaw y Bay City. Es uno de los pocos ríos navegables interiores de Michigan. El Saginaw River Rear Range Light, uno de la pareja de faros construidos en 1876 para mejorar la navegación, se incluyó en el Registro Nacional de Lugares Históricos en 1984. Desde el cambio de siglo XXI, se está renovando.

## Historia

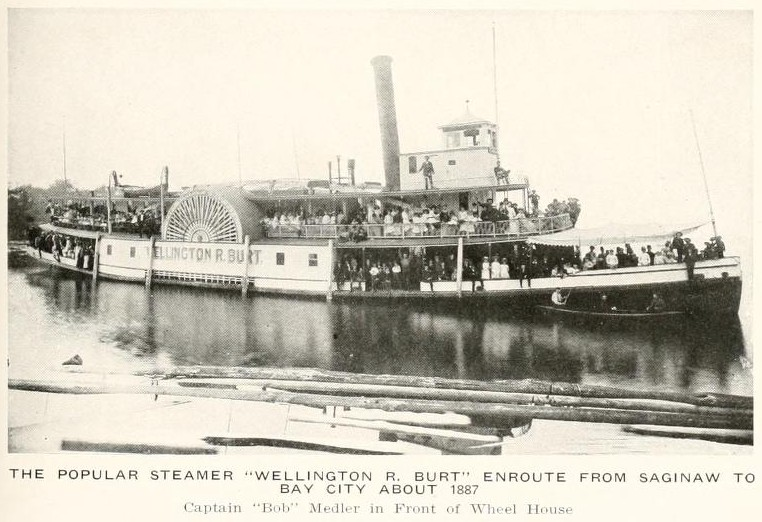
Vapor Wellington R. Burt, 1887

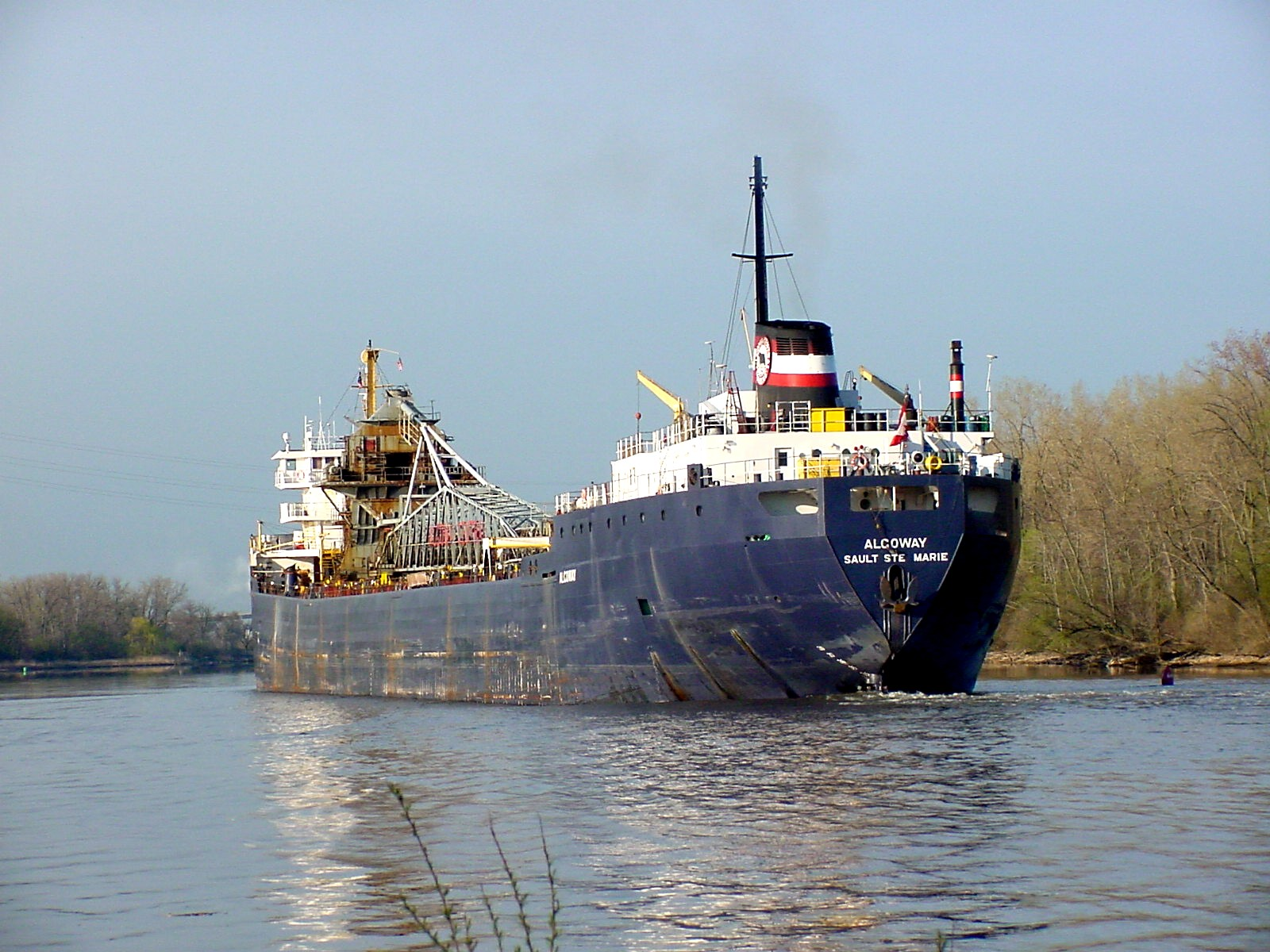
El río Saginaw soporta el transporte de 4.6 millones de toneladas de comercio fluvial anualmente.

El río Saginaw fue utilizado para la pesca y como una ruta de transporte en canoa por los pueblos indígenas durante miles de años antes de la colonización europea. Desde el siglo XVIII, los comerciantes de pieles y tramperos se reunían en un puesto en la desembocadura o viajaban a lo largo del río y de sus afluentes para comerciar con las tribus ojibwe de la región en busca de productos manufacturados europeos y estadounidenses.
A medida que las ciudades se desarrollaban a lo largo del río, esos asentamientos apoyaban la realización de más viajes hacia el interior, así como también alimentaban la operación de posteriores aserraderos y fábricas. El primer faro se completó en 1841, y un par de faros se construyeron en la configuración del alcance en 1876. Se convirtieron a la electricidad en 1915. El Saginaw River Rear Range Light se incluyó en el Registro Nacional de Lugares Históricos en 1984. Desde el cambio de siglo XXI, está siendo renovado.
A finales del siglo XIX, los vapores como el  Wellington R. Burt  transportaban pasajeros entre las principales ciudades de Saginaw y Bay City, así como a otros puertos a lo largo de los Grandes Lagos. El río Saginaw se ha seguido utilizando como una ruta importante para el comercio, llevando fletes dentro y fuera de la región. Según Saginaw Future, el río transporta 4,6 millones de toneladas de comercio anualmente.
Se desarrollaron otras industrias, como General Motors y Dow Chemical Company que emplazaron complejos fabriles principales a principios del siglo XX en sitios a lo largo del río. Estas dos compañías generaron muchos empleos industriales para la economía del área, pero ambas empresas han pasado por una reestructuración. Las nuevas industrias en la región han incluido la fabricación avanzada como Nexteer, tecnología médica, servicios profesionales, energía renovable y agronegocios.

## Actividades recreativas
Desde hace décadas, el río Saginaw ha sido recuperado para usos recreativos y las ciudades han estado restableciendo lazos con el río para los residentes. Un paseo fluvial de más de 5,0 km de superficie dura, ideal para practicar senderismo, andar en bicicleta o dar paseos fáciles, fue construido a lo largo de las riberas del río en el centro de Saginaw y Bay City. El Saginaw Bay Yacht Club, establecido en 1894, se encuentra cerca de la desembocadura del río Saginaw y es compatible con las regatas regulares de vela y eventos relacionados. El río también es popular entre los navegantes que usan motores.
Los pescadores deportivos practican en sus riberas y muchos disfrutan el concurso anual de pesca sobre hielo, Shiver on the River. Cada invierno, percas con talla de trofeo se capturan a través de agujeros en el hielo del río. Otra temporada de pesca se lleva a cabo a principios de primavera.
A las riberas del río acuden cientos de miles de asistentes para asistir a festivales anuales como las carreras de lanchas rápidas River Roar, las Tall Ship Celebrations  y dos de las exhibiciones de fuegos artificiales más grandes en el Medio Oeste.  En 2012, el espectáculo de fuegos artificiales más grande jamás visto Míchigan fue alojado en el río Saginaw en Bay City, con 50,000 morteros y una duración de 50 minutos. Celebró el 50.º aniversario del Bay City Fireworks Festival.

## Proyectos de limpieza
La región alrededor de Saginaw Bay y el río Saginaw comprenden el mayor humedal costero contiguo de agua dulce en Estados Unidos. Debido a la industrialización y al desarrollo de la población desde el siglo XIX, el río Saginaw y su cuenca han sido contaminados con varios desechos vertidos en el río y sus afluentes. Desde la década de 1970, se aprobaron leyes federales y estatales para regular los vertidos y establecer programas preventivos. Históricamente, Dow Chemical Company, con una planta en Midland; General Motors, y las ciudades de Bay City, y el Saginaw han contribuido a la liberación de dioxinas en el río Saginaw.
En 1994, los gobiernos estatal y federal y la tribu indígena Saginaw Chippewa demandaron a General Motors y a las ciudades de Saginaw y Bay City por arrojar supuestamente toneladas de bifenilos policlorados (PCBs) al río Saginaw. General Motors y las ciudades de Bay City y Saginaw llegaron a un acuerdo de $28.22 millones el 23 de noviembre de 1998, en lo que resultó ser la demanda más grande referente a los recursos naturales de Míchigan. En ese momento, se consideró que posiblemente era el segundo acuerdo ambiental más grande en la historia de los Estados Unidos. En ese acuerdo se establecía que el dragado de limo contaminado del río Saginaw comenzara en el verano de 1999.
El trabajo de limpieza ambiental ha continuado en el río Saginaw, en su afluente el río Tittabawassee y en la bahía de Saginaw. El 23 de enero de 2010, la Agencia de Protección Ambiental de EE. UU. (EPA, Environmental Protection Agency) y Dow Chemical llegaron a un acuerdo administrativo para medidas de control interno, el reembolso de algunos trabajos federales y la limpieza de suelos de las llanuras aluviales en estas áreas, en asociación con trabajos dirigidos por la EPA.